# Dalniegorsk
Dalniegorsk (ros. Дальнегорск) – miasto w Rosji (Kraj Nadmorski), w górach Sichote Aliń. Duże centrum wydobycia i przeróbki rud metalicznych. Do 1972 nazywało się Tetiuche (Тетюхе), od zniekształconego chińskiego 野猪河 (Yĕzhūhé) „rzeka dzików”.

## Historia
Pierwsze dane o osadzie pochodzą z XII wieku i mówią o wydobyciu rud metali przez Chińczyków. Kopalnictwo to upadło wskutek ogólnego kryzysu Kraju Nadmorskiego po wojnie chińsko-koreańskiej po XIII wieku. Do 1858 formalnie na terytorium Chin, potem wszedł w granice Rosji. W 1896 powtórnie zasiedlony, w 1897 podjęto eksploatację złóż zarówno kamieniołomami jak i w kopalni głębinowej. Na szerszą skalę eksploatacja zaczęła się w 1908, wtedy też rozpoczęto eksport rudy przez pobliski port. W 1931 znacjonalizowano kopalnię (była to ostatnia duża prywatna firma w ZSRR), w tej samej dekadzie otworzono dwie inne. Jednocześnie znacząco rozrosła się sama osada. W latach 1945–1948 działał duży łagier japońskich jeńców, którzy pracowali w miejscowych kopalniach. W drugiej połowie XX wieku otwarto kilka kolejnych kopalń rud metali (ostatnią w 1981), a w 1958 rozpoczęto eksploatację złóż boru. W 1989 osada otrzymała prawa miejskie.

### Przemysł
Podstawą gospodarki miasta jest górnictwo. W 3 kopalniach głębinowych i 1 kamieniołomie eksploatowane są złoża boru oraz rudy głównie ołowiu, cynku i miedzi, a pobocznie uzyskuje się srebro, a także w mniejszych ilościach ind i bizmut. Na bazie złóż boru działa zakład chemiczny (produkcja kwasu siarkowego i borowego, emalii i glazury borowej). W pobliskim porcie Rudnaja Pristań (35 km od miasta, ale formalnie doń należącym) znajduje się duży port morski u ujścia rzeki Rudnej (do 1972 rzeka Tetiuche) do Morza Japońskiego i pracuje tam huta ołowiu. W Dalniegorsku istnieje filia Uniwersytetu Dalekowschodniego (do 2010 Politechniki Dalekowschodniej) we Władywostoku.
Kopalnie Dalniegorska słyną także z cennych okazów mineralogicznych, charakteryzujących się często wielkimi rozmiarami. Część ludności trudni się poszukiwaniem minerałów i handlem nimi. Eksport (w większości nielegalny) odbywa się do wielu krajów świata. Na bazie tutejszych minerałów stworzono dwa muzea mineralogiczne w mieście.